# M 53 (звёздное скопление)
M 53 (также известно как Мессье 53, GCL 22 и NGC 5024) — шаровое скопление в созвездии Волос Вероники.

## История открытия
Скопление было открыто Иоганном Боде в 1775 году.

## Характеристики
M 53 является одним из наиболее удалённых шаровых скоплений, находясь на расстоянии около 60 000 световых лет от Галактического центра и почти на таком же расстоянии (около 58 000) световых лет от Солнечной системы.
В скоплении есть пульсар с периодом 33 миллисекунды в двойной системе с периодом обращения в 256 дней, обнаруженный в 1991 году.

## Наблюдения
M 53 — это шаровое скопление весеннего неба нетрудно найти в бинокль или искатель телескопа примерно в градусе на северо-восток от неяркой α Волос Вероники. В средний любительский телескоп это одно из самых далеких шаровых скоплений каталога Мессье практически не разрешается на отдельные звезды и видно в виде небольшого туманного шарика с довольно ярким центром (ядром) и постепенным падением яркости периферии. Начиная с апертур 250—300 мм гало начинает разрешаться звездочками >13,5m.
В 10 угловых минутах к югу от M 53 можно видеть пару звезд 9m. В градусе на юго-восток одно из самых таинственных шаровых скоплений NGC 5053, которое хотя и лежит ближе M 53, но едва заметно из-за чрезвычайной бедности звездами. NGC 5053 — отличный «спортивный» объект далекого космоса, для проверки зрения наблюдателя и возможностей инструмента.

### Соседи по небу из каталога Мессье
- M 64 — (в 5 градуса на северо-запад, у звезды 35 Com) знаменитая галактика «Черный Глаз»;
- M 85, M 100 и M 88 — (на запад) северная периферия скопления галактик в Деве;
- M 60, M 59, M 58, M 89 и M 90 — (на юго-запад) восточная часть скоплений галактик в Деве

### Последовательность наблюдения в «Марафоне Мессье»
…M 106 → M 3 → M 53 → M 64 → M 85…

## Изображения
Гал.долгота 332,9630° 

Гал.широта +79.7642° 

Расстояние 58 000 св. лет